# جون بارتلي (مصور سينمائي)
جون بارتلي (بالإنجليزية: John Bartley) هو مصور سينمائي أمريكي، ولد في 12 فبراير 1947 في ويلينغتون في نيوزيلندا.

## وصلات خارجية
- جون بارتلي على موقع IMDb (الإنجليزية)
- جون بارتلي على موقع ألو سيني (الفرنسية)
- جون بارتلي على موقع أول موفي (الإنجليزية)
- جون بارتلي على موقع قاعدة بيانات الأفلام السويدية (السويدية)
- جون بارتلي على موقع قاعدة بيانات الفيلم (الإنجليزية)
- جون بارتلي على موقع كينوبويسك (الروسية)